# Рагнар Ахе
Рагнар Ахе (нім. Ragnar Ache; 28 липня 1998, Франкфурт-на-Майні) — німецький футболіст, нападник клубу «Айнтрахт». На правах оренди грає за «Гройтер Фюрт».

## Клубна кар'єра
Рагнар Ахе народився в німецькому Франкфурті-на-Майні. Батько Рагнара німець, мати — родом з Гани, футболом займався в клубі SpVgg 03 з Ной-Ізенбурга. У 11 років Ахе переїхав до Нідерландів у Роттердам, щоб займатися в Академії місцевого клубу «Спарта». 29 квітня 2016 року підписав свій перший професійний контракт зі «Спартою». У сезоні 2016/17 він почав грати за другу команду клубу. З другої половини сезону 2016/17 став залучатися до тренувань з основним складом.
4 квітня 2017 року дебютував у Ередивізі, вийшовши на заміну на 80-й хвилині матчу з «Геренвеном» замість Іліаса Алгалфта. Ця гра була його єдиною за першу в тому сезоні, а з наступного він став частіше виходити на поле. Усього за чотири роки у «Спарті» він провів 57 ігор в усіх турнірах і забив 14 голів.
3 січня 2020 року Ахе підписав п'ятирічний контракт з німецьким клубом «Айнтрахт» з його рідного міста Франкфурті-на-Майні, який вступав в силу з літа, після того як у гравця закінчиться угоду з роттердамським клубом. Рагнар дебютував за новий клуб 25 вересня 2020 року в грі проти «Герти» (3:1), вийшовши на заміну на 66-й хвилині замість Альмамі Туре. У своєму першому сезоні він пропустив кілька місяців через травму підколінного сухожилля і лише 7 разів виходив на заміну у Бундеслізі під керівництвом Адольфа Гюттера. В останній грі сезону проти «Фрайбурга» (3:1) 22 травня 2021 року він забив свій перший гол у Бундеслізі. У сезоні 2021/22 нападник і при новому тренері Олівері Гласнері був лише дублером основного нападника Рафаеля Борре у ігровій системі «Франкфурта» з одним форвардом, тому Ахе зіграв лише 13 ігор Бундесліги в сезоні без забитих голів і лише один раз потрапив у стартовий склад. Його також тричі використовували, випускаючи на заміну в плей-оф Ліги Європи, яку його команда виграла, перемігши «Глазго Рейнджерс» у фіналі 18 травня 2022 року, втім у фінальному матчі на поле не виходив.

## Виступи за збірні
З 2019 року залучався до матчів молодіжної збірної Німеччини, у її складі провів 3 матчі і забив 1 гол.
Влітку 2021 року Ахе був заявлений на участь у олімпійських іграх у Токіо у складі олімпійської збірної Німеччини. Він брав участь у всіх трьох іграх своєї команди, але, незважаючи на те, що Рагнар забив двічі, його команда не змогла вийти з групи.

## Досягнення
- Переможець Ліги Європи УЄФА: 2021/22